# Vítor Konder
Vítor Konder (Itajaí, 21 de fevereiro de 1886 — Rio de Janeiro, 6 de agosto de 1941) foi um advogado e político brasileiro. Irmão dos políticos Marcos Konder e Adolfo Konder, e do diplomata Arno Konder. Seus dois sobrinhos Jorge Konder Bornhausen e Antônio Carlos Konder Reis também foram expoentes na política.
Foi deputado à Assembleia Legislativa de Santa Catarina na 10ª legislatura (1919—1921) e na 11ª legislatura (1922—1924).
Comandou o Ministério da Viação e Obras Públicas, de 15 de novembro de 1926 a 24 de outubro de 1930, no Governo Washington Luís.